# サン＝タニャン＝ル＝マレルブ
サン＝タニャン＝ル＝マレルブ（仏: Saint-Agnan-le-Malherbe）は、フランスのノルマンディー地域圏、カルヴァドス県の旧コミューン。2016年1月1日、周辺のコミューンと合併しコミューン・ヌーヴェル（fr）であるマレルブ＝シュル＝アジョンとなった。

## 地理
カーンから南西に22km、小郡中心地のヴィレー＝ボカージュから南東に7kmほど行った県南部の田園地帯に位置する。この地方のほとんどの村々と同じく、一極集中型ではなく小集落や一軒家が集まって一つのコミューンを形成している。北でバンヌヴィル＝シュル＝アジョン、南でクルヴォドン、西でル・メニル＝オー＝グランの各コミューンと隣り合い、ル・メニル＝オー＝グランには幹線道路のD8が通っている。

## 行政
- 首長 - エミール・マルタン（Émile Martin、無所属、1965年から） 農夫

## 人口の推移[1]
| 1962年 | 1968年 | 1975年 | 1982年 | 1990年 | 1999年 | 2007年 |
| ------ | ------ | ------ | ------ | ------ | ------ | ------ |
| 109    | 121    | 107    | 99     | 102    | 95     | 120    |